# Pierre Mathieu
Pierre André Mathieu (Bandung, Nederlands-Indië, 15 november 1943 – Vorden, 3 april 2014) was een Nederlandse volleybalcoach. Hij was onder meer actief als bondscoach van de Nederlandse nationale vrouwenploeg, waarmee hij zevende werd op het wereldkampioenschap en vijfde op het Europees kampioenschap. Hij was oom van oud Willem II-speler Justin Mathieu en huidig Willem II speler Dani Mathieu en een broer van de oud Willem-II-keeper Ed Mathieu (1940-2002). 

## Clubteams Mannen
| seizoen | club          | land      | competitie     | resultaat     |
| ------- | ------------- | --------- | -------------- | ------------- |
| 1974/75 | VC Turnhout   | België    | Volleybal Liga | Kampioen      |
| 1975/76 | Starlift      | Nederland | A-League       | Kampioen      |
| 1975/76 | Starlift      | Nederland | A-League       | Bekerwinnaar  |
| 1976/77 | Starlift      | Nederland | A-League       | Kampioen      |
| 1976/77 | Starlift      | Nederland | A-League       | Bekerwinnaar  |
| 1977/78 | Starlift      | Nederland | A-League       | Kampioen      |
| 1977/78 | Starlift      | Nederland | A-League       | Bekerwinnaar  |
| 1977/78 | Starlift      | Nederland | Europacup 1    | vice kampioen |
| 1978/79 | Ruisbroek     | België    | Volleybal Liga | Kampioen      |
| 1979/80 | IBIS Kortrijk | België    | Volleybal Liga | Kampioen      |
| 1980/81 | IBIS Kortrijk | België    | Volleybal Liga | Bekerwinnaar  |
| 1981/82 | IBIS Kortrijk | België    | Volleybal Liga | Kampioen      |
| 1981/82 | IBIS Kortrijk | België    | Volleybal Liga | Bekerwinnaar  |
| 1982/83 | Starlift      | Nederland | A-League       | Kampioen      |
| 1982/83 | Starlift      | Nederland | Europacup 3    | Kampioen      |
| 1983/84 | VC Moers      | Duitsland | Bundesliga     | 8ste          |
| 1984/85 | Zonhoven      | België    | Volleybal Liga | 2de           |
| 1985/86 | Herentals     | België    | Volleybal Liga | 4de           |
| 1986/87 | Herentals     | België    | Volleybal Liga | 3de           |
| 1997/98 | VC Nesselande | Nederland | A-League       | Kampioen      |

## Clubteams Vrouwen
| seizoen | club          | land      | competitie    | resultaat                 |
| ------- | ------------- | --------- | ------------- | ------------------------- |
| 1993/94 | Pollux        | Nederland | A-League      | 5de                       |
| 1994/95 | Pollux        | Nederland | A-League      | 4de                       |
| 1995/96 | Ommen         | Nederland | A-League      | 4de                       |
| 1995/96 | Ommen         | Nederland | A-League      | verliezend finalist Beker |
| 1996/97 | Ommen         | Nederland | A-League      | 2de                       |
| 1996/97 | Ommen         | Nederland | A-League      | verliezend finalist Beker |
| 2003/04 | Emlichheim    | Duitsland | 2E Bundesliga | Kampioen                  |
| 2004/05 | Emlichheim    | Duitsland | 2E Bundesliga | Kampioen                  |
| 2005/06 | Platina Longa | Nederland | A-League      | Winnaar Supercup          |

## Functie en resultaten in dienst van de Nederlandse Volleybal Bond (NeVoBo)
| seizoen | functie           | m/v     | team                     | competitie             | resultaat |
| ------- | ----------------- | ------- | ------------------------ | ---------------------- | --------- |
| 1988/89 | Technisch Manager | vrouwen | Nederlands Junioren Team | -                      | -         |
| 1989/90 | Technisch Manager | vrouwen | Nederlands Junioren Team | -                      | -         |
| 1990/91 | Technisch Manager | vrouwen | Nederlands Junioren Team | -                      | -         |
| 1991/92 | Trainer/Coach     | mannen  | Nederlands Junioren Team | -                      | -         |
| 1992/93 | Trainer/Coach     | mannen  | Nederlands Junioren Team | Wereldkampioenschap    | 5de       |
| 1998/99 | Trainer/Coach     | vrouwen | Nederland                | Wereldkampioenschap    | 7de       |
| 1999/00 | Trainer/Coach     | vrouwen | Nederland                | Europees Kampioenschap | 5de       |
| 1999/00 | Trainer/Coach     | vrouwen | Nederland                | Pre Olympisch Toernooi | 2de       |
| 1999/00 | Trainer/Coach     | vrouwen | Nederland                | World Grand Prix       | 7de       |

## Functies bij het NOC*NSF
| seizoen | functie                        |
| ------- | ------------------------------ |
| 2002/04 | Technisch Adviseur Paralympics |

## Onderscheidingen
| seizoen | club       | land      | onderscheiding              |
| ------- | ---------- | --------- | --------------------------- |
| 1978/79 | Starlift   | Nederland | Beste Coach van Nederland   |
| 1982/83 | Starlift   | Nederland | Beste Coach van Nederland   |
| 2003/04 | Emlichheim | Duitsland | Beste Coach Noord Duitsland |

## Bijzondere Onderscheidingen
| seizoen |        | land      | onderscheiding |
| ------- | ------ | --------- | -------------- |
| 2009    | NeVoBo | Nederland | Bondsridder    |